# Plectania rhytidia
Plectania rhytidia är en svampart som först beskrevs av Miles Joseph Berkeley, och fick sitt nu gällande namn av Nannf. & Korf 1957. Plectania rhytidia ingår i släktet Plectania och familjen Sarcosomataceae.   Inga underarter finns listade i Catalogue of Life.